# Plymouth (Ohio)
Plymouth ist ein Village in Huron und Richland County im US-Bundesstaat Ohio. Der Teil der Gemeinde im Richland County gehört statistisch gesehen zur Mansfield-Metropolregion, der andere Teil im Huron County gehört zur Norwalk-Micropolitan Statistical Area. Die Bevölkerung von Plymouth umfasste 1.852 Einwohner bei der Volkszählung im Jahr 2000.

## Geographie
Der nördliche Teil von Plymouth liegt im New Haven Township  im Huron County, die südliche Hälfte ist im Plymouth Township gelegen und gehört daher zum Richland County. Es gibt zwar eine einheitliche Polizei für das gesamte Gemeindegebiet, die Rechtsprechung geht aber von zwei verschiedenen Gerichtshöfen aus, die in den jeweiligen County Seats beheimatet sind. Verwaltungszentrum von Huron County ist Norwalk, Richland County wird von Mansfield aus verwaltet.
Die Hauptstraße heißt im  Westen des Gemeindegebiets bis zur Sandusky Street West Broadway Street, im Osten East Main Street, ihre Fortsetzung westlich und östlich außerhalb von Plymouth wird jedoch Base Line Road genannt, weil sie die Countygrenze bildet und Huron County von Richmond County trennt.

## Wirtschaft
Ab 1910 wurden in den Plymouth Locomotive Works mehr als 7.500 kleine Industrielokomotiven gebaut, bevor der Betrieb 1997 verkauft wurde. Seither werden keine neuen Lokomotiven mehr hergestellt, sondern nur noch Ersatzteile für ältere Lokomotiven vertrieben. Von diesen Modellen sind noch schätzungsweise 1.700 in Betrieb, die bis zu 50 Jahre alt sein können. 
Daneben wurden von Plymouth auch schon Automobile hergestellt, noch bevor Chrysler seine Plymouth-Modelle auf den Markt brachte. Bekannt sind auch die Silver-King-Traktoren, die dort bis 1950 gebaut wurden. Noch heute gibt es im Ort alljährlich Anfang August ein Festival, zu dem auch eine Oldtimer-Traktoren-Show gehört.

## Bildung
Die Schulen in Plymouth gehören zum  Plymouth-Shiloh Local School District. Alle drei öffentlichen Schulen dieses Schulbezirks liegen auf dem Campus in der Trux Street in Plymouth. Es sind dies die Plymouth-Shiloh Elementary School, die Shiloh Middle School, und die Plymouth High School.